# Aardtapuit
De aardtapuit (Oenanthe pileata) is een zangvogel uit de familie Muscicapidae (Vliegenvangers).

## Verspreiding en leefgebied
Deze soort komt voor in zuidelijk en zuidelijk centraal Afrika en telt 3 ondersoorten:
- Oenanthe pileata neseri: zuidelijk Angola, Namibië, westelijk Botswana en noordwestelijk Zuid-Afrika.
- Oenanthe pileata livingstonii: van centraal Kenia tot noordoostelijk Zuid-Afrika en oostelijk Botswana.
- Oenanthe pileata pileata: zuidwestelijk Namibië en Zuid-Afrika, uitgezonderd het noordoosten en noordwesten.